# Patagonijska kuna
Patagonijska kuna (Lyncodon patagonicus) maleni je sisavac, jedini pripadnik roda Lyncodon unutar potporodice Mustelinae koju obuhvaća porodica Mustelidae. Zemljopisna rasprostranjenost patagonijske kune obuhvaća pampe zapadne Argentine i dijelove Čilea. Najraniji zapis o ovoj životinji dolazi iz članka Symsa Covingtona, koji je plovio s Charlesom Darwinom na brodu HMS Beagle.

## Obilježja
Duljina tijela patagonijske kune proteže se od 30 – 35 centimetara, s repom od 6 – 9 centimetara. Krzno je bijele boje s primjesama crnih i smeđih tonova. Ima malene uši, kratke udove i kitnjast rep. Životinja nije temeljito istražena te njena biologija ponašanja nije potpuno poznata. Postoje zapisi kako je držana kao radni kućni ljubimac na rančevima u borbi protiv štetočina. Po nalazima zuba da se zaključiti kako se hrani manjim glodavcima. 

## Drugi projekti
|  | Wikivrste imaju podatke o taksonu rodu Lyncodon |